# Kontraobaveštajna služba
Le Kontraobaveštajna služba ou KOS (cyrillique: Контраобавештајна служба, КОС) était le service de contre-espionnage de l’armée populaire yougoslave, créé par Tito et dépendant du ministère de la Défense.

## Création et structure
À la suite de la réorganisation de l’OZNA (police politique du régime, officiellement « Département de la Protection du Peuple ») en 1946, deux nouvelles agences de sécurité et de renseignement furent créées par l'État communiste yougoslave :
- KOS (Kontraobaveštajna služba), service de contre-espionnage dépendant du ministère de la défense.
- UDBA (Uprava državne bezbednosti soit « Direction de la Sûreté de l'État »), police politique proprement-dite, destinée à surveiller la population yougoslave et à réprimer la dissidence, dépendant du ministère de l’intérieur.

## Activités
Peu d’informations sont aujourd’hui disponibles en raison de la classification comme secret défense de son activité. Néanmoins, le KOS avait averti le gouvernement fédéral de la probable défaite du parti communiste yougoslave lors des premières élections libres en Slovénie et Croatie au printemps 1990. Il engagea alors la dissolution et la confiscation des armes de la défense territoriale, une des composantes de l'armée populaire yougoslave, afin qu'elles ne tombent pas sous le contrôle des nouveaux gouvernements « sécessionnistes » slovène et croate. Mais le KOS n'eut pas le temps d'achever cette opération et même une partie de ses membres rejoignit ces nouveaux gouvernements. Durant les guerres de dislocation de la Yougoslavie, ceux qui étaient restés fidèles au gouvernement fédéral abandonnèrent le communisme et le fédéralisme pour se rallier à la doctrine nationaliste serbe de Milošević : à ce titre ils participèrent à toutes les opérations voulues par ce dernier et tout particulièrement les opérations « Labrador » et « Opéra orientalis », comme cela fut ensuite révélé par les médias.